# Hoàng Thái Bình
Hoàng Thái Bình (sinh ngày 22 tháng 1 năm 1998) là một cầu thủ bóng đá chuyên nghiệp người Việt Nam hiện đang thi đấu ở vị trí hậu vệ trái cho câu lạc bộ bóng đá Đông Á Thanh Hóa.

## Sự nghiệp câu lạc bộ

### Đông Á Thanh Hóa
Sinh ra tại Thanh Hóa, Hoàng Thái Bình trưởng thành từ lò đào tạo trẻ của Đông Á Thanh Hóa. Anh được đôn lên đội một từ năm 2020, nhưng chỉ là lựa chọn thứ ba ở vị trí hậu vệ cánh trái khi đó.
Sau khi hết hạn cho mượn tại Hải Phòng, Thái Bình được ra sân thường xuyên hơn. Anh cùng đội bóng giành chức vô địch Cúp Quốc gia 2023.

### Hải Phòng
Năm 2022, Hoàng Thái Bình gia nhập Hải Phòng theo bản hợp đồng cho mượn có thời hạn 1 mùa giải. Anh chiếm suất đá chính xuyên suốt mùa giải, đóng vai trò quan trọng để giúp câu lạc bộ giành vị trí Á quân.

## Thi đấu quốc tế
Tháng 9 năm 2023, Thái Bình được triệu tập lên tuyển quốc gia chuẩn bị cho trận giao hữu với Palestine.

## Danh hiệu
Đông Á Thanh Hóa
- Cúp Quốc gia: 2023